# Susan Hinckley Bradley
Susan Hinckley Greenough Bradley (Boston, 1851 - Ibidem, 1929) fue una pintora estadounidense conocida especialmente por sus paisajes en acuarela y dibujos de retratos.

## Biografía
Bradley nació como Susan Hinckley en Boston, Massachusetts, hija de Anne Cutler (de soltera Parker) Hinckley (1813–1898) y Samuel Lyman Hinckley. Sus abuelos paternos fueron Sophia (de soltera Hinckley) Lyman y Jonathan Huntington Lyman. Sus abuelos maternos fueron Elizabeth (de soltera Mason) Parker, hija del senador estadounidense Jonathan Mason, y Samuel Dunn Parker. Su tía, Sally Outram Lyman, estaba casada con el escritor Richard Lamb Allen. Su hermano menor era el pintor Robert Cutler Hinckley.
Comenzó sus estudios de arte en Boston en la Escuela del Museo de Bellas Artes, estudiando con Frederic Crowninshield, y en la Pennsylvania Academy of the Fine Arts en Filadelfia, así como con Abbott Handerson Thayer, William Merritt Chase, John Henry Twachtman y Edward Darley Boit en Roma.
Se casó con un pastor, Leverett Bradley, en 1879 y trabajó como editora de sus memorias de la guerra de Secesión, Leverett Bradley: A Soldier-Boy's Letters, 1862-1865, A Man's Work in the Ministry, impreso de forma privada en Boston, 1905.

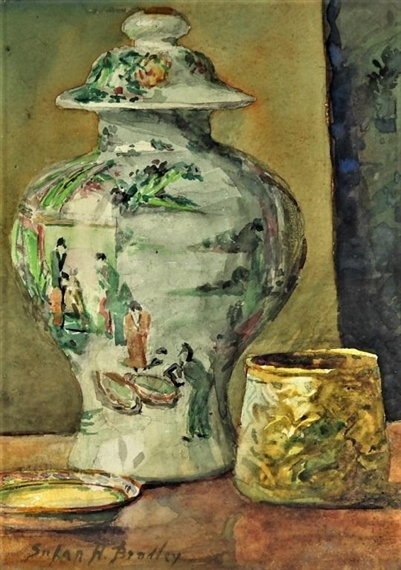
Bodegón oriental de Susan Hinckley Bradley

Murió en Boston en 1929.

## Obra
Sus pinturas se pueden encontrar en la Universidad de Harvard, el Museo de Arte de Harvard, el Museo Fogg, en Cambridge, Massachusetts, en el Museo de Arte Smith College, Northampton, Massachusetts, y en el Museo de Bellas Artes de Boston, así como en numerosas colecciones privadas.
Expuso una pintura, Mount Monadnock, en la Exposición Mundial Colombina de 1893.